# God Bless the Child
«God Bless the Child» es una canción escrita por Billie Holiday y Arthur Herzog Jr. en 1939. Fue grabada por primera vez el 9 de mayo de 1941, habiendo sido a la fecha interpretada por varios cantantes, desde la misma Billie Holiday o Ella Fitzgerald hasta Eric Dolphy y Keith Jarret.
Por ejemplo, la banda estadounidense Blood, Sweat & Tears hizo su propia versión incluida en el álbum homónimo, Blood, Sweat & Tears del año 1969.
Algunas agrupaciones de música electrónica pertenecientes al subgénero Chill out como Moby y Alex Gopher han hecho remixes del tema.
La canción fue incluida en el primer álbum de The Simpsons llamado The Simpsons Sing the Blues lanzado en 1990, cantada por Lisa Simpson (voz interpretada por la actriz de voz Yeardley Smith), y fue lanzada como tercer sencillo del álbum en 1991.
- Datos: Q7885532